# 빈첸초 피오릴로
빈첸초 피오릴로(이탈리아어: Vincenzo Fiorillo, 1990년 1월 13일, 이탈리아 제노바 ~ )는 이탈리아의 축구 선수이며 US 살레르니타나 1919에서 뛰고있다.